# Břevnovský rukopis Kosmovy kroniky
Břevnovský rukopis Kosmovy kroniky se datuje na přelom 16. a 17. století, jedná se o nejmladší známý rukopis Kosmova díla. Jedním z majitelů rukopisu byl brněnský měšťan Vilém Alexandr Balaus (1711–1752). Později rukopis vlastnil Břevnovský klášter, díky čemuž nese dodnes své jméno. Po zrušení Břevnovského kláštera komunistickým režimem v roce 1950 byl rukopis přemístěn do Národní knihovny ČR, kde je uchováván i po navrácení majetku Benediktinského arciopatství sv. Vojtěcha a sv. Markéty jako deponát (Národní knihovna České republiky, sign. Břevnov 293).
Břevnovský rukopis je psán latinsky, jeho název zní - Cosmas, decanus Pragensis: Chronicon Bohemorum; Continuatio chronici Cosmae. Rukopis psali dva písaři. První opsal Kosmovu kroniku, druhý pokračování tzv. Kanovníka vyšehradského. Rozměry kodexu jsou 31,5 x 20,5 cm.
Rukopis byl digitalizován v roce 2025 a je dostupný v digitální knihovně Manuscriptorium. K 900. výročí úmrtí kronikáře Kosmy se připravuje výstavní projekt Kosmas 900 v Klementinu (25.9.2025–24.10.2025 proběhne výstava nejstarších rukopisů v Zrcadlové kapli).

## Obsah
Břevnovský rukopis Kosmovy kroniky obsahuje několik částí:
- Notae de codice
- Chronicon Bohemorum
- legendy tzv. Kristiána
- Continuatio chronici Cosmae (sic dicta Continuatio canonici Wyssegradensis)